# Flavio Bonacci
Flavio Bonacci (Sanremo, 1943) è un attore italiano.

## Biografia
Si diploma all'Accademia del Piccolo Teatro di Milano. Dai primi anni settanta comincia a lavorare in televisione partecipando ad alcune serie di Carosello . A teatro lavora con la compagnia di Dario Fo e Franca Rame e con Andrée Ruth Shammah, Giorgio Gaber, Ugo Gregoretti, Maurizio Scaparro, Krzysztof Zanussi. È anche regista di alcuni spettacoli (Amleto, Pinocchio con gli stivali, Teatro Franco Parenti, 1981, I tre moschettieri, Una corda per Timoteo Bach, Mercato dei fiori, Milano). Nel 1978 è tra i fondatori del Teatro Portaromana di Milano.
Dal 1975 partecipa a numerosi film per il cinema e serie TV, lavorando, fra gli altri, con Franco Giraldi, Maurizio Nichetti, Gabriele Salvatores, Davide Ferrario, Sandro Baldoni, Guido Chiesa, Fabrizio Bentivoglio.

## Filmografia

### Cinema
- Non si scrive sui muri a Milano, regia di Raffaele Maiello (1975)
- Lettomania, regia di Vincenzo Rigo (1976)
- Ho fatto splash, regia di Maurizio Nichetti (1980)
- Live, regia di Bruno Bigoni e Kiko Stella (1984)
- L'archivista, regia di Guido Ferrarini (1985)
- Blu cobalto, regia di Gianfranco Fiore (1985)
- Mefisto funk, regia di Marco Poma  (1986)
- Kamikazen - Ultima notte a Milano, regia di Gabriele Salvatores (1987)
- Il piccolo diavolo, regia di Roberto Benigni (1988)
- Evelina e i suoi figli, regia di Livia Giampalmo (1990)
- Stiamo attraversando un brutto periodo, regia di Rodolfo Roberti (1990)
- Anime fiammeggianti, regia di Davide Ferrario (1994)
- Strane storie - Racconti di fine secolo, regia di Sandro Baldoni (1994)
- Consigli per gli acquisti, regia di Sandro Baldoni (1997)
- Fiabe metropolitane, regia di Egidio Eronico (1998)
- La fabbrica del vapore, regia di Ettore Pasculli (2000)
- Come si fa un Martini, regia di Kiko Stella (2001)
- Il partigiano Johnny, regia di Guido Chiesa (2000)
- Lascia perdere, Johnny!, regia di Fabrizio Bentivoglio (2007)
- Il bene oscuro - Il genio, la ricerca, la vita, regia di Ettore Pasculli (2009)
- Tutti contro tutti, regia di Rolando Ravello (2013)

### Televisione
- Sarti Antonio brigadiere - serie TV (1978)
- Ma che cos'è questo amore - serie TV (1979)
- Tre ore dopo le nozze, regia di Ugo Gregoretti - film TV (1979)
- Carissimi, la nebbia agli irti colli - programma TV (1979-1980)
- Ivanov, regia di Franco Giraldi - film TV (1981)
- La zia di Carlo, regia di Andrea Frazzi e Antonio Frazzi - film TV (1983)
- Série noire - serie TV (1984)
- Aeroporto internazionale - serie TV (1985)
- Nel gorgo del peccato - serie TV (1987)
- Una donna tutta sbagliata - serie TV (1988)
- Il commissario Corso - serie TV (1991)
- Il sassofono, regia di Andrea Barzini - film TV (1991)
- Il giovane Mussolini - serie TV (1993)
- I misteri di Cascina Vianello - serie TV (1997)
- Sophie - Sissis kleine Schwester, regia di Matthias Tiefenbacher - film TV  (2001)
- Benedetti dal Signore - serie TV (2004)
- Una famiglia in giallo - serie TV (2005)
- I colori della gioventù, regia di Gianluigi Calderone - film TV (2006)

#### Prosa televisiva
- I burosauri di Silvano Ambrogi, regia di Ruggero Jacobbi, trasmessa il 17 giugno 1964.

## Teatro
- Grande pantomima con bandiere e pupazzi piccoli e medi, testo e regia di Dario Fo, Camera del lavoro, Milano (1968)
- Morte e resurrezione di un pupazzo, testo e regia di Dario Fo, Capannone di via Colletta, Milano (1971)
- Il malato immaginario, di Molière, regia di Andrée Ruth Shammah, Teatro Franco Parenti, Milano (1980)
- Histoire du soldat, di Igor' Stravinskij, regia di Ugo Gregoretti, Piccola Scala, Milano (1981)
- Ultimi viaggi di Gulliver, di Giampiero Alloisio, Giorgio Gaber, Francesco Guccini, Sandro Luporini, regia di Giorgio Gaber, Teatro Carcano, Milano (1981)
- L'affittacamere, di Joe Orton, regia di Piero Maccarinelli, Teatro Carcano, Milano (1985)
- L'ultimo dei Mohicani, testo e regia di Augusto Bianchi Rizzi, Teatro di Porta Romana, Milano (1985)
- Anima bianca, di Giuseppe Manfridi, regia di Piero Maccarinelli, Teatro della Cometa, Roma (1987)
- Come gocce su pietre roventi, di Rainer Werner Fassbinder, regia di Marco Mattolini, Festival di Viareggio (1987)
- Lei, di Gianfranco Manfredi, Laura Grimaldi, Gino e Michele, Teatro Litta di Milano (1994)
- Caccia ai topi, di Peter Turrini, regia di Massimo Masini, Amiata Teatro (1997)
- Hedda Gabler, di Henrik Ibsen, regia di Carlo Cecchi, Teatro comunale di Monfalcone (1999)
- Maria Stuart, di Friedrich Schiller, regia di Andrea De Rosa (2008)
- La tempesta, di William Shakespeare, regia di Andrea De Rosa, Teatro Metastasio di Prato (2011)
- Colazione da Tiffany, di Truman Capote, regia di Piero Maccarinelli, Teatro Fabrizio De Andrè, Casalgrande (2012)
- Il giuoco delle parti, di Luigi Pirandello, regia di Roberto Valerio, Teatro Comunale Manini di Narni (2014)